# Dołhobyczów
Dołhobyczów è un comune rurale polacco del distretto di Hrubieszów, nel voivodato di Lublino.
Ricopre una superficie di 214,19 km² e nel 2004 contava 6 175 abitanti.

## Geografia

### Villaggi
Dołhobyczów comprende le frazioni di Białystok, Chłopiatyn, Chochłów, Dłużniów, Dołhobyczów, Dołhobyczów-Kolonia, Gołębie, Honiatyn, Horodyszcze, Horoszczyce, Hulcze, Kadłubiska, Kościaszyn, Lipina, Liski, Liwcze, Majdan, Mołczany, Myców, Oszczów, Oszczów-Kolonia, Podhajczyki, Przewodów, Setniki, Siekierzyńce, Sulimów, Sulimów-Kolonia, Uśmierz, Witków, Wólka Poturzyńska, Wyżłów, Zaadamie, Żabcze, Zaręka e Żniatyn.

## Storia
Il 15 novembre 2022 il territorio del villaggio di Przewodów è stato oggetto di un attacco missilistico, nell'ambito dell'invasione russa dell'Ucraina.